# Mund
I menneskelig anatomi er munden den første del af fordøjelsessystemet, som indtager mad og producerer spyt. Mundens indre overflade er dækket af en fugtig epitel, der kaldes for mundslimhinden (den orale mukosa).
Udover dens primære funktion, spiller munden en vigtig rolle i menneskelig kommunikation. Mens de primære aspekter af stemmen produceres i halsen, er tungen, læberne og hagen også nødvendige for at kunne producere det omfang af lyde, man finder i tale.
Munden består af to områder: vestibulen og mundhulen. Munden er dækket af en fugtig slimhinde og indeholder tænderne. Læberne markerer overgangen fra slimhinden til huden.

## Opbygning

### Munden
Munden består af to områder: vestibulen og mundhulen. Vestibulen er området mellem tænderne, læberne og kinderne. Mundhulens front og sider er afgrænset af tandbuerne på over- og underkæbebenet, som indeholder tænderne, mens bagsiden er afgrænset af isthmus faucium (overgangen mellem mundhulen og svælget). Ved fronten af mundhulens loft sidder den hårde gane, og bagerst, den bløde. Bagerst, ved den bløde gane, hænger drøblen. Mundbunden er formet af de mylohyoidea muskler, hvorved tungen befinder sig. Tungens sider og underside er dækket af en slimhinde, der når helt frem og også dækker tandkødet. Kæbespytkirtlen og tungespytkirtlen tildeler slimhinden sekret.

### Læberne
Læberne kan samles og derved lukke mundens åbning, og idet de samles, formes en linje mellem den øvre og nedre læbe. Derudover er læberne en vigtig del af ansigtsudtryk, f.eks. ved et smil er denne mundlinje mellem læberne ikonisk formet som en opadgående parabel.

### Nerveforsyningen
Tænderne og periodontium (vævet, der understøtter tænderne) er innerveret af nerverne n. maxillaris og n. mandibularis - som alle er hovedgrene af trillingenerven. Tænderne i overkæben og deres tilknyttede periodonti er forsynet af n. maxillaris, mens tænderne i underkæben og deres tilknyttede periodonti er forsynet af n. mandibularis. Tandkødet (gingiva) er forsynet af begge disse nerver.

### Udvikling
Philtrum er den vertikale nedsænkning mellem de philtrale rygge mellem den øvre læbe og næseseptum. Denne er formet hvor den frontonasale proces og den maxilliære proces mødes under fosterudviklingen. Hvis disse processer ikke formår at forbindes fuldstændig, kan læbe-ganespalter forekomme.
De nasolabiale folder er de fordybninger, der strækker sig fra næsen til siderne af munden. En af de første tegn på alderdom ved mennesker er den øgede fremtræden af de nasolabiale folder.

## Funktion
Munden spiller en vigtig rolle i tale og indtagelse af mad og drikke. Derudover bruges munden midlertidigt til at trække vejret, hvis en hindring for næsen skulle forekomme, der ellers er det bærende organ ved vejrtrækning.
Spædbørn er født med en sutterefleks, hvorved de instinktivt kan tilegne sig næring ved hjælp af deres læber og hage. 
Ved nogle mennesker med funktionsnedsættelse, især kunstnere, bruges munden frem for hænderne i udarbejdelsen af tekster, skrift, tegninger, malerier og andre kunstformer, ved at manøvre pensler og andre værktøjer i munden. Mundmalende holder penslen i munden, eller mellem tænderne, og styrer den med tungen eller kindmusklerne. Dog kan mundmaling være anstrengende for nakken og kæbemusklerne, idet hovedet skal udføre de samme frem-og-tilbage-bevægelser som en malende hånd.
En biologisk mandlig mund kan i gennemsnit indeholde 71,2 ml, mens en biologisk kvindelig mund i gennemsnit kan indeholde 55,4 ml.